# Ophiotreta valenciennesi
Ophiotreta valenciennesi är en ormstjärneart som först beskrevs av George Richard Lyman 1878.  Ophiotreta valenciennesi ingår i släktet Ophiotreta och familjen knotterormstjärnor. Utöver nominatformen finns också underarten O. v. rufescens.